# Miss France 2024
Miss France 2024 est la 94e élection de Miss France. Elle a eu lieu le samedi 16 décembre 2023 au Zénith de Dijon dans le département de la Côte-d'Or,.
L'élection, retransmise à partir de 21 h 10 sur TF1, est présentée par Jean-Pierre Foucault (pour la 29e année consécutive) et Cindy Fabre, Miss France 2005 et directrice générale de l'organisation Miss France depuis août 2022 (pour la 2e année consécutive). Ils sont accompagnés de Thierry Baumann pour le rappel des consignes de vote (pour la 13e année consécutive).
Cette 94e élection est la première depuis le départ de Sylvie Tellier du poste de directrice générale de la société Miss France et depuis la mort, le 1er août 2023, de Geneviève de Fontenay, présidente du comité Miss France de 1981 à 2010.
Au terme de cette soirée, c'est Ève Gilles, Miss Nord-Pas-de-Calais 2023 qui est élue Miss France 2024, succédant ainsi à Indira Ampiot, Miss Guadeloupe 2022 et Miss France 2023. Elle est la quatrième Miss Nord-Pas-de-Calais à être élue Miss France.

## Classement final
| Résultats        | Candidates | Concours internationaux |
| ---------------- | --- | ----------------------- |
| Miss France 2024 | - Miss Nord-Pas-de-Calais — Ève Gilles |                         |
| 1re dauphine     | - Miss Guyane — Audrey Ho-Wen-Tsaï |                         |
| 2e dauphine      | - Miss Provence — Adélina Blanc |                         |
| 3e dauphine      | - Miss Guadeloupe — Jalylane Maës |                         |
| 4e dauphine      | - Miss Languedoc — Maxime Teissier |                         |
| Top 15           | - Miss Normandie — Wissem Morel-Omari (5e dauphine) - Miss Tahiti — Ravahere Silloux (6e dauphine) - Miss Île-de-France — Elena Faliez - Miss Pays de la Loire — Clémence Ménard - Miss Bourgogne — Luna Lacharme - Miss Roussillon — Élise Aquilina - Miss Côte d'Azur — Karla Bchir - Miss Centre-Val de Loire — Emmy Gisclon - Miss Corse — Sandra Bak - Miss Midi-Pyrénées — Nadine Benaboud |                         |

## Ordre d'annonce des finalistes
| 1. Normandie, annoncée par Jean-Pierre Foucault 2. Tahiti, annoncée par Cindy Fabre 3. Midi-Pyrénées, annoncée par Jean-Pierre Foucault 4. Centre-Val de Loire, annoncée par Cindy Fabre 5. Île-de-France, annoncée par Jean-Pierre Foucault 6. Bourgogne, annoncée par Cindy Fabre 7. Guyane, annoncée par Jean-Pierre Foucault 8. Provence, annoncée par Cindy Fabre 9. Pays de la Loire, annoncée par Jean-Pierre Foucault 10. Corse, annoncée par Cindy Fabre 11. Guadeloupe, annoncée par Jean-Pierre Foucault 12. Côte d'Azur, annoncée par Cindy Fabre 13. Nord-Pas-de-Calais, annoncée par Jean-Pierre Foucault 14. Languedoc, annoncée par Cindy Fabre 15. Roussillon, annoncée par Jean-Pierre Foucault | 1. Languedoc, annoncée par Cindy Fabre 2. Provence, annoncée par Jean-Pierre Foucault 3. Nord-Pas-de-Calais, annoncée par Cindy Fabre 4. Guadeloupe, annoncée par Jean-Pierre Foucault 5. Guyane, annoncée par Cindy Fabre |

## Déroulement
Le thème de cette édition est La boîte à musique des Miss. Les musiques des années 1980 ont été abordées avec des tableaux sur des chansons d'icônes musicales  comme Madonna, Lio ou encore Cyndi Lauper et un hommage a été rendu à Tina Turner. Un autre tableau a mis à l'honneur l'Amérique du Sud puis lors du défilé en costume traditionnel, les candidates ont été rejointes par la troupe du Moulin-Rouge.

### Hommage à Geneviève de Fontenay
Lors de l'élection, un hommage est rendu à Geneviève de Fontenay, Miss élégance 1957 et présidente du comité Miss France de 1981 à 2010, décédée le 1er août 2023, par un tableau auquel ont pris part d'anciennes Miss France. La dernière Miss France de Geneviève de Fontenay, Malika Ménard (Miss France 2010) devait être présente, mais a dû décliner l'invitation à la suite d'une fracture du ménisque,,. Tout comme Camille Cerf (Miss France 2015) qui a laissé son écharpe de Miss France à Maëva Coucke pour qu'elle la porte en direct, ainsi qu'Iris Mittenaere (Miss France 2016) retenue pour des raisons familiales (décès de son oncle),.
Lors de la traditionnelle phase des questions du Top 5, ce sont les anciennes Miss France Mareva Galanter, Sonia Rolland, Lætitia Bléger, Chloé Mortaud et Marine Lorphelin qui ont questionné les cinq miss sélectionnées.

## Préparation

### Voyage de préparation
Le voyage de préparation des candidates a lieu en Guyane ; il est encadré notamment par Alicia Aylies, Miss Guyane 2016 et  Miss France 2017. Elles y ont notamment passé le test de culture générale dont Adeline Vetter (Miss Alsace) est arrivée première avec 42,5 points sur 60, suivie d'Agathe Toullieu (Miss Limousin) et d'Élise Aquilina (Miss Roussillon) arrivées ex aequo avec un score de 40 points. Noa Dutitre (Miss Champagne-Ardenne) complète le podium et arrive en troisième position avec 37 points.

## Jury
La présidente du jury a été dévoilée le 17 novembre 2023 lors de la conférence de presse : il s'agit de Sylvie Tellier.
Le jury complet est dévoilé le 1er décembre, il est composé de,,, :
| Membre     | Membre                             | Notes                                                                      |
| ---------- | ---------------------------------- | -------------------------------------------------------------------------- |
|            | Sylvie Tellier, présidente du jury | Miss France 2002 et ancienne directrice générale de la société Miss France |
|            | Nolwenn Leroy                      | Chanteuse                                                                  |
|            | Stéfi Celma                        | Actrice et chanteuse                                                       |
|            | Adriana Karembeu                   | Mannequin et animatrice                                                    |
| Sans photo | Nina Métayer                       | Meilleure pâtissière mondiale 2023                                         |
|            | Estelle Mossely                    | Boxeuse                                                                    |
|            | Élodie Poux                        | Humoriste, chroniqueuse et comédienne                                      |

## Candidates
Dans le tableau ci-dessous sont indiqués les âges au moment des élections régionales.
| Région                   | Nom                  | Âge    | Taille | Résidence               | Élue le                                | Classement final                               | Réf. |
| ------------------------ | -------------------- | ------ | ------ | ----------------------- | -------------------------------------- | ---------------------------------------------- | ---- |
| Miss Alsace              | Adeline Vetter       | 27 ans | 1,71 m | Rossfeld                | 10 septembre 2023 à Kirrwiller         | - Prix de la culture générale                  | ,    |
| Miss Aquitaine           | Lola Turpin          | 19 ans | 1,73 m | Trélissac               | 3 septembre 2023 à Bordeaux            | - Prix de la camaraderie - Prix de l’éloquence | ,    |
| Miss Auvergne            | Oriane Mallet        | 22 ans | 1,83 m | Vichy                   | 24 septembre 2023 à Vals-près-le-Puy   | - Prix de l’aventurière,                       | ,    |
| Miss Bourgogne           | Luna Lacharme        | 18 ans | 1,75 m | La Chapelle-de-Guinchay | 8 octobre 2023 à Chalon-sur-Saône      | - Top 15 (10e)                                 | ,    |
| Miss Bretagne            | Noémie Le Bras       | 21 ans | 1,75 m | Le Cloître-Pleyben      | 29 septembre 2023 à Ploemeur           |                                                | ,    |
| Miss Centre-Val de Loire | Emmy Gisclon         | 22 ans | 1,76 m | Chambray-les-Tours      | 17 septembre 2023 à Dreux              | - Top 15 (13e)                                 | ,    |
| Miss Champagne-Ardenne   | Noa Dutitre          | 22 ans | 1,70 m | Reims                   | 6 octobre 2023 à Tinqueux              |                                                | ,    |
| Miss Corse               | Sandra Bak           | 23 ans | 1,71 m | Ajaccio                 | 28 juillet 2023 à Porticcio            | - Top 15 (14e)                                 | ,    |
| Miss Côte d'Azur         | Karla Bchir          | 19 ans | 1,75 m | Cannes                  | 30 juillet 2023 à Fréjus               | - Top 15 (12e)                                 | ,    |
| Miss Franche-Comté       | Sonia Coutant        | 24 ans | 1,72 m | Champagnole             | 20 octobre 2023 à Dole                 | - Prix du costume régional                     | ,    |
| Miss Guadeloupe          | Jalylane Maës        | 18 ans | 1,73 m | Les Abymes              | 19 juillet 2023 au Gosier              | - 3e dauphine                                  | ,    |
| Miss Guyane              | Audrey Ho-Wen-Tsaï   | 17 ans | 1,73 m | Kourou                  | 15 juillet 2023 à Cayenne              | - 1re dauphine                                 | ,    |
| Miss Île-de-France       | Elena Faliez         | 28 ans | 1,74 m | Paris                   | 22 octobre 2023 à Dammarie-les-Lys     | - Top 15 (8e)                                  | ,    |
| Miss Languedoc           | Maxime Teissier      | 20 ans | 1,73 m | Montpellier             | 4 août 2023 à Beaucaire                | - 4e dauphine                                  | ,    |
| Miss Limousin            | Agathe Toullieu      | 22 ans | 1,77 m | Cosnac                  | 1er octobre 2023 à Limoges             |                                                | ,    |
| Miss Lorraine            | Angéline Aron-Clauss | 26 ans | 1,70 m | Hilbesheim              | 7 octobre 2023 à Toul                  |                                                | ,    |
| Miss Martinique          | Chléo Modestine      | 21 ans | 1,75 m | Le Vauclin              | 23 septembre 2023 à Fort-de-France     |                                                | ,    |
| Miss Mayotte             | Houdayifa Chibaco    | 22 ans | 1,72 m | M'Tsangamouji           | 30 août 2023 à Pamandzi                |                                                | ,    |
| Miss Midi-Pyrénées       | Nadine Benaboud      | 23 ans | 1,71 m | Tarbes                  | 2 septembre 2023 à Villemur-sur-Tarn   | - Top 15 (15e)                                 | ,    |
| Miss Nord-Pas-de-Calais  | Ève Gilles           | 20 ans | 1,71 m | Quaëdypre               | 14 octobre 2023 à Liévin               | - Miss France 2024                             | ,    |
| Miss Normandie           | Wissem Morel         | 21 ans | 1,76 m | Rouen                   | 28 octobre 2023 à Caen                 | - Top 15 (5e dauphine) - Prix du défilé        | ,    |
| Miss Nouvelle-Calédonie  | Emma Grousset        | 21 ans | 1,80 m | Nouméa                  | 9 septembre 2023 à Nouméa              |                                                | ,    |
| Miss Pays de la Loire    | Clémence Ménard      | 26 ans | 1,74 m | La Séguinière           | 30 septembre 2023 à Château-Gontier    | - Top 15 (9e)                                  | ,    |
| Miss Picardie            | Charlotte Cresson    | 23 ans | 1,71 m | Nesle                   | 15 octobre 2023 à Beauvais             |                                                | ,    |
| Miss Poitou-Charentes    | Lounès Texier        | 19 ans | 1,73 m | Périgné                 | 1er septembre 2023 au Futuroscope      |                                                | ,    |
| Miss Provence            | Adélina Blanc        | 25 ans | 1,73 m | Eyragues                | 27 juillet 2023 à Saint-Raphaël        | - 2e dauphine                                  | ,    |
| Miss Réunion             | Mélanie Odules       | 20 ans | 1,78 m | Saint-Paul              | 26 août 2023 à Saint-Denis             |                                                | ,    |
| Miss Rhône-Alpes         | Alizée Bidaut        | 22 ans | 1,74 m | Saint-Genis-sur-Menthon | 23 septembre 2023 à La Roche-sur-Foron |                                                | ,    |
| Miss Roussillon          | Élise Aquilina       | 21 ans | 1,71 m | Cabestany               | 5 août 2023 au Barcarès                | - Top 15 (11e) - Prix de l’académie des Miss   | ,    |
| Miss Tahiti              | Ravahere Silloux     | 25 ans | 1,72 m | Papeete                 | 23 juin 2023 à Papeete                 | - Top 15 (6e dauphine)                         | ,    |

## Classement
Un jury, composé d'une dizaine de membres issus du comité Miss France ou de TF1, présélectionne 15 candidates, lors d'un entretien qui se déroule le 9 décembre 2023. Lors de cet entretien, les candidates se présentent une par une puis défilent en robe de soirée et en maillot de bain devant le jury qui leur pose des questions et qui observe de nombreux critères comme la motivation, l'éloquence, les réactions ou encore le résultat au test de culture générale,.

### Résultats du Top 15
Miss Nord-Pas-de-Calais avec un total de 28 points, Miss Guyane avec 26 points, Miss Languedoc et Miss Guadeloupe avec 25 points ex-æquo et Miss Provence avec 23 points, s'imposent parmi les 15 Miss pré-sélectionnées. Miss Nord-Pas-de-Calais, récolte le plus haut score de la part du jury et Miss Guyane, le plus haut score du classement des votes du public. Miss Normandie avec un total de 22 points et Miss Tahiti avec 16 points, deviennent respectivement cinquième et sixième dauphines.
| Miss                     | Public | Jury | Total |
| ------------------------ | ------ | ---- | ----- |
| Miss Nord-Pas-de-Calais  | 13     | 15   | 28    |
| Miss Guyane              | 15     | 11   | 26    |
| Miss Languedoc           | 11     | 14   | 25    |
| Miss Guadeloupe          | 14     | 11   | 25    |
| Miss Provence            | 12     | 11   | 23    |
| Miss Normandie           | 9      | 13   | 22    |
| Miss Tahiti              | 8      | 8    | 16    |
| Miss Île-de-France       | 2      | 13   | 15    |
| Miss Pays de la Loire    | 10     | 4    | 14    |
| Miss Bourgogne           | 5      | 8    | 13    |
| Miss Roussillon          | 6      | 6    | 12    |
| Miss Côte d'Azur         | 7      | 4    | 11    |
| Miss Centre-Val de Loire | 3      | 6    | 9     |
| Miss Corse               | 4      | 4    | 8     |
| Miss Midi-Pyrénées       | 1      | 4    | 5     |

#### Résultats du Top 5
Miss Nord-Pas-de-Calais est élue Miss France 2024 avec un total de 8 points soit le plus haut score de la part du jury (5 points) bien que classée en troisième position des votes du public avec 3 points. Miss Guyane est élue première dauphine et arrive en deuxième position avec 7 points avec le plus haut score de la part du public (5 points) bien que classée avant-dernière du classement du jury avec seulement 2 points. Miss Provence termine troisième et devient deuxième dauphine avec un total de 6 points. Miss Guadeloupe et Miss Languedoc, respectivement troisième et quatrième dauphines, ferment le Top 5 avec un total de 5 points.
| N° | Candidates              | Public | Jury | Total |
| -- | ----------------------- | ------ | ---- | ----- |
| 1  | Miss Nord-Pas-de-Calais | 3      | 5    | 8     |
| 2  | Miss Guyane             | 5      | 2    | 7     |
| 3  | Miss Provence           | 2      | 4    | 6     |
| 4  | Miss Guadeloupe         | 4      | 1    | 5     |
| 5  | Miss Languedoc          | 1      | 4    | 5     |

### Prix attribués
| Prix                        | Candidates                             |
| --------------------------- | -------------------------------------- |
| Prix de la culture générale | Miss Alsace – Adeline Vetter (14,2/20) |
| Prix du costume régional    | Miss Franche-Comté – Sonia Coutant     |
| Prix de l'académie des Miss | Miss Roussillon - Élise Aquilina       |
| Prix de l'aventurière       | Miss Auvergne - Oriane Mallet          |
| Prix du défilé              | Miss Normandie - Wissem Morel-Omari    |
| Prix de l'éloquence         | Miss Aquitaine – Lola Turpin           |

## Observations